# Kehdingen

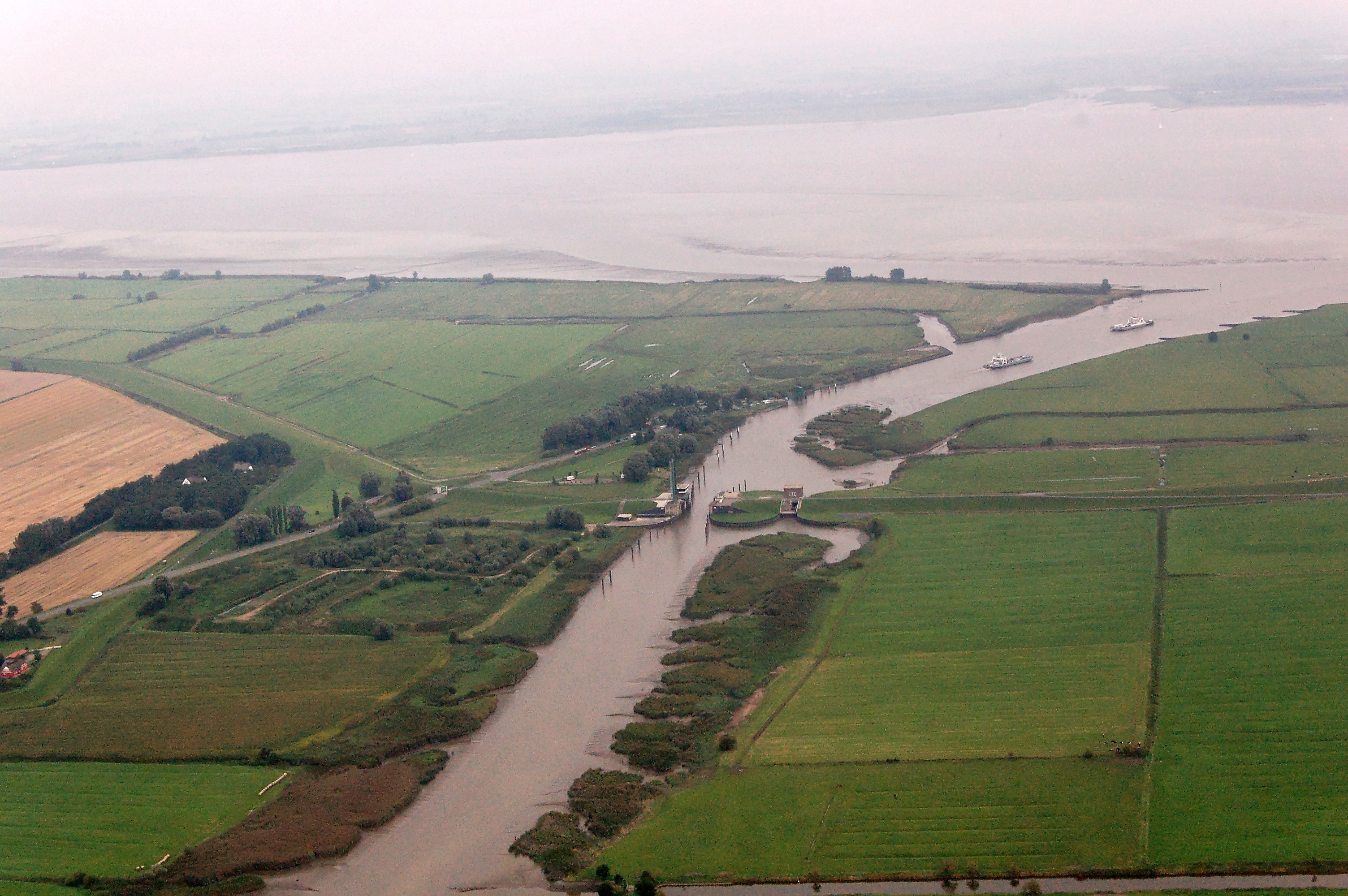
Sperrwerk und Fähranleger Wischhafen im Kehdinger Land

Kehdingen (auch Kehdinger Land oder Land Kehdingen) bezeichnet eine Landschaft im Landkreis Stade. Sie befindet sich am Unterlauf der Elbe, der sogenannten Niederelbe im Einzugsbereich der Flüsse Oste und Schwinge.

## Lage

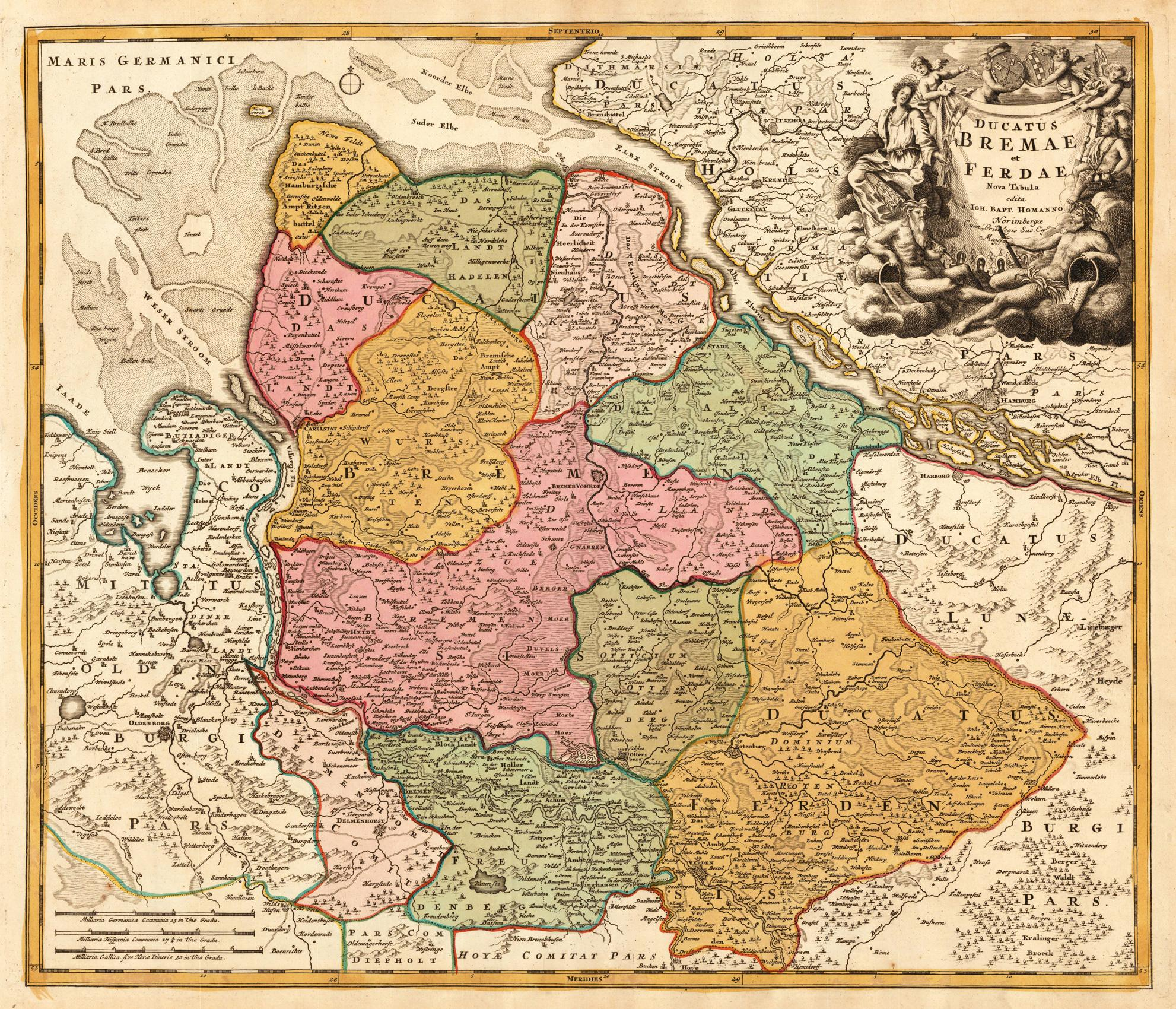
„Das Landt Kaidinge“ zwischen Land Hadeln (nordw.) und dem Alten Land (südöstl.) im seit 1715 hannöverschen Herzogtum Bremen-Verden um 1720

Das Land Kehdingen liegt beiderseits der unteren Oste. Es wird im Westen etwa durch deren Nebenfluss Aue begrenzt, umfasste ursprünglich aber auch die westlich dieses Flüsschens gelegenen Kirchspiele Bülkau und Belum. Im Nordosten stößt es an die Niederelbe, und im Südosten reicht es bis an die Schwinge, welche durch Stade fließt und bei Stadersand in die Elbe mündet. Vier Elbinseln werden Kehdingen zugerechnet, nämlich Krautsand, Gauensieker Sand, Asseler Sand und Bützflether Sand.

## Landschaft
Die Landschaft Kehdingens wird bestimmt durch Marsch- und Moorländereien. Hieraus hat sich im Laufe der Geschichte ein stark agrarstruktureller Regioncharakter herausgebildet. Hierfür war auch die Landschaftsgenese des Elbe-Urstromtals maßgebend. Das Gebiet liegt heute auf Grund von Eindeichungsmaßnahmen teilweise unter dem Meeresspiegel. Für Zugvögel ist es aber immer noch ein bedeutender Rastort. In vielen Bereichen wurden die Außendeichsländereien unter Naturschutz gestellt, zum Beispiel im Bereich zwischen Freiburger Hafenpriel und der Mündung der Wischhafener Süderelbe in den Hauptstrom.

## Geschichte
Bis 1932 gab es den preußischen Kreis Kehdingen mit dem Hauptort Freiburg/Elbe.
Der Norden Kehdingens hat sich 1971 zu einer Samtgemeinde zusammengeschlossen (siehe Samtgemeinde Nordkehdingen).
1975 wurde der evangelisch-lutherische Kirchenkreis Kehdingen mit Sitz in Drochtersen zum 1. Januar 1976 dem Kirchenkreis Stade angeschlossen.

## Wirtschaft
Die Wirtschaftsstruktur ist maßgeblich durch die Landwirtschaft geprägt. Dies gilt vor allem für die ertragreichen Marschgebiete im Bereich Balje, Krummendeich und Freiburg/Elbe. Die hiesigen ehemaligen Außendeichländereien wurden abschließend erst in den 1970er Jahren durch den Bau einer neuen Außendeichslinie am Rande des Flussbetts vollkommen Tide- und Sturmflut-sicher gemacht.
Es dominiert hier vor allem die ackerbauliche Produktion. In den älteren Marschbereichen hat sich daneben die Milchwirtschaft etabliert. Einige Betriebe haben sich, ähnlich wie im benachbarten Alten Land, auf den Obstbau spezialisiert. In Kehdingen wird ferner Pferdezucht betrieben (Hannoveraner (Pferd)).
Die Ziegeleiwirtschaft war lange Zeit prägend für die Region an der Unterelbe. Die historische Dominanz erklärt sich maßgeblich aus der Nähe zur Freien und Hansestadt Hamburg, was bereits in der zweiten Hälfte des 19. Jahrhunderts zu hohem Bedarf führte. In den Jahren nach dem Zweiten Weltkrieg stieg die Nachfrage nach Klinkern und anderen Ziegelprodukten bedingt durch den Häuserbau in der zerstörten Stadt stark an. Heute gehen nur noch vereinzelte Unternehmen diesem Gewerbe nach.
Touristisch versucht sich Kehdingen gemeinsam mit der benachbarten Ostemarsch als „Krimiland“ zu profilieren. Rund um die Deutsche Krimi-Straße sind eine dreistellige Zahl von Krimis und Krimi-Drehbüchern verfasst worden; darüber hinaus ist Kehdingen auch Schauplatz vieler Kriminalromane. Daneben spielt der Ökotourismus eine stärker werdende Rolle. Touristische Führungen mit dem Vogelkieker und dem Moorkieker werden angeboten. Zudem werden seit 2005 alljährlich Wildganstage veranstaltet.
Eine industrielle Ausrichtung der Wirtschaftsstruktur ist lediglich im Bereich Stade erfolgt. Der Stader Ortsteil Bützfleth beheimatet bis heute eine Chemiefabrik der Firma Dow Chemicals Deutschland und der Olin Corporation. In den 1970er und 1980er Jahren gab es hier auch ein Aluminiumwerk der VAW.
Das „Kehdinger Stadion“, Heimspielstätte des Fußball-Regionalligisten SV Drochtersen/Assel, wurde vom Namen der Landschaft abgeleitet. Es liegt in Drochtersen und hat 3.000 Plätze.

## Zugehörige Städte und Gemeinden des Landes Kehdingen
| Einheitsgemeinden/Städte | Einheitsgemeinden/Städte |
| --- | ------------------------ |
| - 1. Drochtersen, Einheitsgemeinde - 2. Stade, Stadt (anteilig: nur nordwestlich der Schwinge gelegene Stadtteile wie z. B. Bützfleth) |                          |

Samtgemeinden mit den zugehörigen Gemeinden/Flecken (* = Sitz der Amtsverwaltung)
| - 1. Samtgemeinde Nordkehdingen 1. Balje 2. Freiburg/Elbe* 3. Krummendeich 4. Oederquart 5. Wischhafen - 2. Samtgemeinde Oldendorf-Himmelpforten, anteilig 1. Engelschoff 2. Großenwörden |